# Per Forsberg

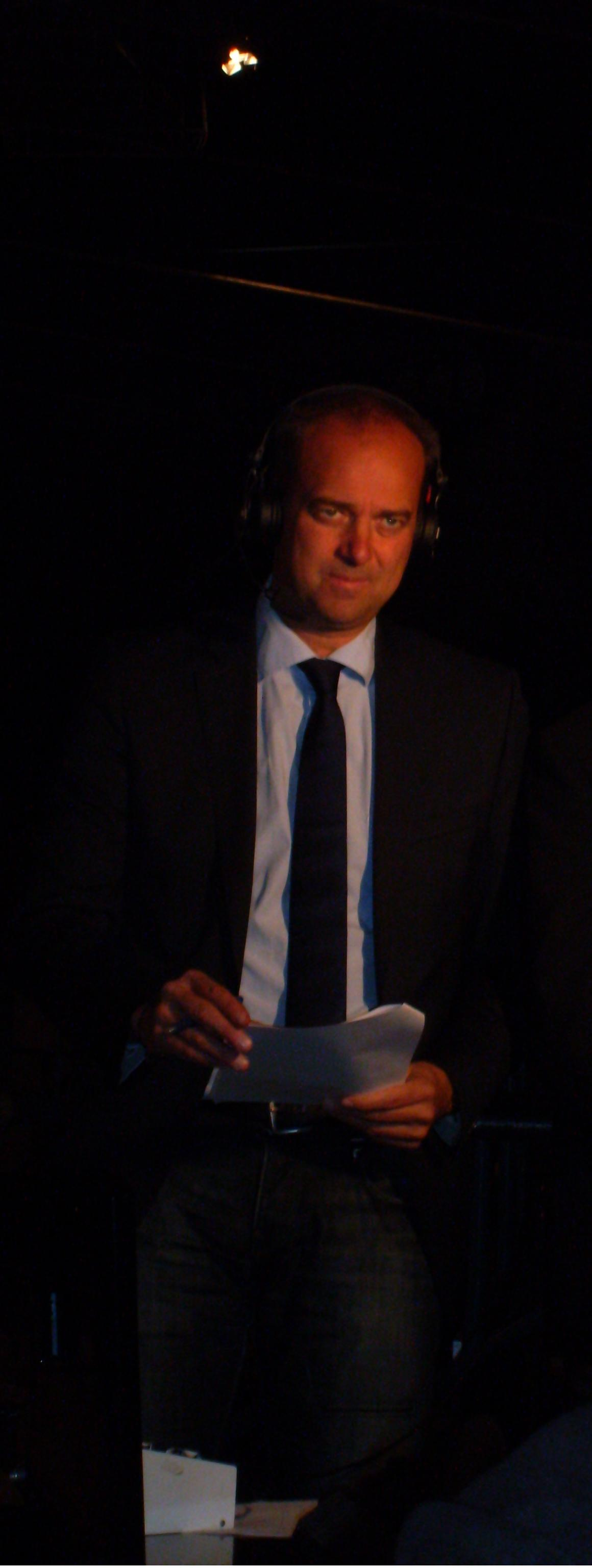
Per Forsberg

Per Forsberg, är en svensk sportkommentator.
Arbetar som TV-kommentator på Viasat Sport med olika sporter.
Dessutom är han speaker vid många stora svenska idrottsevenemang, såsom O-ringen och Tiomila i orientering, Finnkampen i friidrott, Lidingöloppet, Svenska skidspelen, svensk elitishockey och elitfotboll. Han är även konferencier för den årligen återkommande tennisveckan i Båstad, Catella Swedish Open.
Forsberg arbetade på Radiosporten under åren 1993–2001. Frilans sedan 2001. 
Huvudspeaker vid EM i friidrott 2006.
Berättarröst för DVD:n Elitserien 04/05.